# Дейвид Милибанд
Дейвид Райт Милибанд (на английски: David Wright Miliband) е британски политик, който от 2001 г. е член на Камарата на общините като представител на графство Тайн и Уиър.

## Биография
От 28 юни 2007 г. до 11 май 2010 г. е министър на външните работи на Обединеното кралство в правителството на Гордън Браун. Един от лидерите на Лейбъристката партия.
Роден в Лондон в еврейско семейство. Баща му Ралф Милибанд (на английски: Ralph Miliband) е с рождено име Адолф, но се прекръства. Ралф е роден в Брюксел в семейство на еврейски емигранти от Варшава, и е един от най-известните западни теоретици на марксизма, като е бил близък до т.нар. франкфуртска школа. През 1940 г. бащиното му семейство се спасява от нацистите с бягство в Англия, където получава политическо убежище. Майката на Дейвид – Мерион (с рождено име Добра-Ента) Козак е родена в Ченстохова, Полша, и също е еврейка. Според легендарни версии, тя също се спасява с бягство от нацистите, след като иска убежище и се крие в католически манастир.
Дейвид Милибанд е женен и има двама доведени синове, родени в САЩ. Жена му Луи Шекелтън е цигуларка.
Дейвид Милибанд започва кариерата си през 1989 – 1994 г. като анализатор в Института за изследване на обществената политика. През 1992 – 1994 г. заема поста на секретар на британската Комисия по социална справедливост. От 1994 г. е съветник на министър-председателя Тони Блеър. През 2001 г. е избран за член на Камарата на общините, а в годините 2005 – 2006 г. е министър на местното самоуправление. От 2006 г. е министър на околната среда, храните и селскостопанските въпроси в правителството на Тони Блеър.
От 28 юни 2007 г. е министър на вътрешните работи в правителството на Гордън Браун. Още с встъпването си като външен министър-предизвиква дипломатически скандал с Русия, отказвайки екстрадирането на заподозрения в убийството на Александър Литвиненко от британската прокуратура - руски бизнесмен Андрей Луговой.
На 25 септември 2010 г. сдава на брат си Ед Милибанд, поста председател на Лейбъристката партия.